# Comité para la Transición y la Restauración de las Instituciones
El Comité para la Transición y la Restauración de las Instituciones (en francés: Comité pour la transition et la restauration des institutions - CTRI) fue la junta militar gobernante de Gabón. Tomó el poder en el golpe de Estado en Gabón de 2023 después de anular las elecciones generales de Gabón de 2023.
Una docena de sus miembros declararon a primera hora de la mañana del 30 de agosto que el régimen del presidente Ali Bongo había terminado. Entre ellos estaban coroneles del ejército y miembros de la Guardia Republicana.

## Miembros notables
El general Brice Oligui, un ex partidario presidencial, ayudó a implementar el golpe de Estado y fue instalado como presidente interino. Después de la victoria de Nguema en las elecciones presidenciales gabonesas de 2025, el comité fue disuelto.